# Машхуітта
Машхуітта (Пархуітта) (*д/н — після 1220 до н. е.) — останній відомий володар держави Міра з близько 1220 року до н. е.

## Життєпис
Ймовірно син царя Таркаснави. Посів трон близько 1220 року до н. е. Є окремі згадки про Машхуітту в листі хетського царя Суппілуліуми II, де той звертається до царя міри «Великий володар». Тому припускається, що з огляду початку послаблення Хетського царства Машхуітта, що успадкував батьківський вплив в Західній Анатолії, зумів здобути незалежність та зрівнявся у статусі з хетським царем. Можливо навіть приєднав до своїх володінь рештки Аххіяви.
Висувається гіпотеза, що він протягом панування боровся з навалами «народів моря» та ахейців. Втім за його часів або вже за наступника Машхуітти (ім'я якого не збереглося) держава Міра була знищена: ахейці закріпилися на узбережжі в Апаші і Мілаванді, а група «народів моря» проникла до внутрішніх областей Міри, де заснувало перше Лідійське царство.